# 도라에몽 노비타의 남해대모험
《극장판 도라에몽: 진구의 바다 대모험》(映画ドラえもん のび太の南海大冒険)은 일본에서 1998년 3월 7일에 개봉했다.
한국에서는 2017년 5월16일에 방영되었다. 한국판은 《진구의 바다대모험》으로 방영을 했다.

## 등장인물: 녹음성우
- 도라에몽 : 오오야마 노부요
- 노비타 : 오오하라 요리코
- 시즈카 : 노무라 미치코
- 자이언 : 타테카베 카즈야
- 스네오 : 키모츠키 카네타

## 주제가
오프닝도라에몽의 노래(ドラえもんのうた)
노래 : 야마노 사토코
엔딩핫 밀크(ホットミルク)
노래 : 요시카와 히나노